# 图斯特拉古铁雷斯
图斯特拉古铁雷斯（西班牙語：Tuxtla Gutiérrez，发音[ˈtustla ɣuˈtjeres]），简称图斯特拉（西班牙語：Tuxtla），是位于墨西哥东南部的恰帕斯州的首府及最大的城市，也是同名市镇的行政中心。

## 名称词源
由于有大量棉尾兔，索盖人将他们的村庄所在的地区称为“Coyatoc”或“'Coyatocmó ”（在索盖语中：兔子屋的所在地）。 当墨西哥人统治该地区时，他们将其命名为 Tochtlan（在纳瓦特尔语中：Tōch-tla(n) [tuː(t)ʃtɬ͡a]，意思是“兔子盛产的地方”），索盖人将这个词修改为他们的语言并将其发音为“Tuchtlán”。
1560年，多米尼可修会的修道士在该地区建立了一个小镇，并将其命名为“San Marcos Evangelista Tuchtla”。西班牙人将“Tuchtla”这个名字改名为“Tuxtla”（通俗地称为 Tusta），因为它的名字在旧文件中被写成 Tuxtla，而这一直是它的名字。1748年，该镇被命名为圣马科斯·图斯特拉（西班牙語：San Marcos Tuxtla）。1848年5月31日，恰帕斯州州长尼古拉斯·鲁伊斯·马尔多纳多（西班牙語：Nicolás Ruiz Maldonado）将其名称改为图斯特拉古铁雷斯（西班牙語：Tuxtla Gutiérrez），以纪念华金·米格尔·古铁雷斯·卡纳莱斯将军。